# Pico Tsarigrad

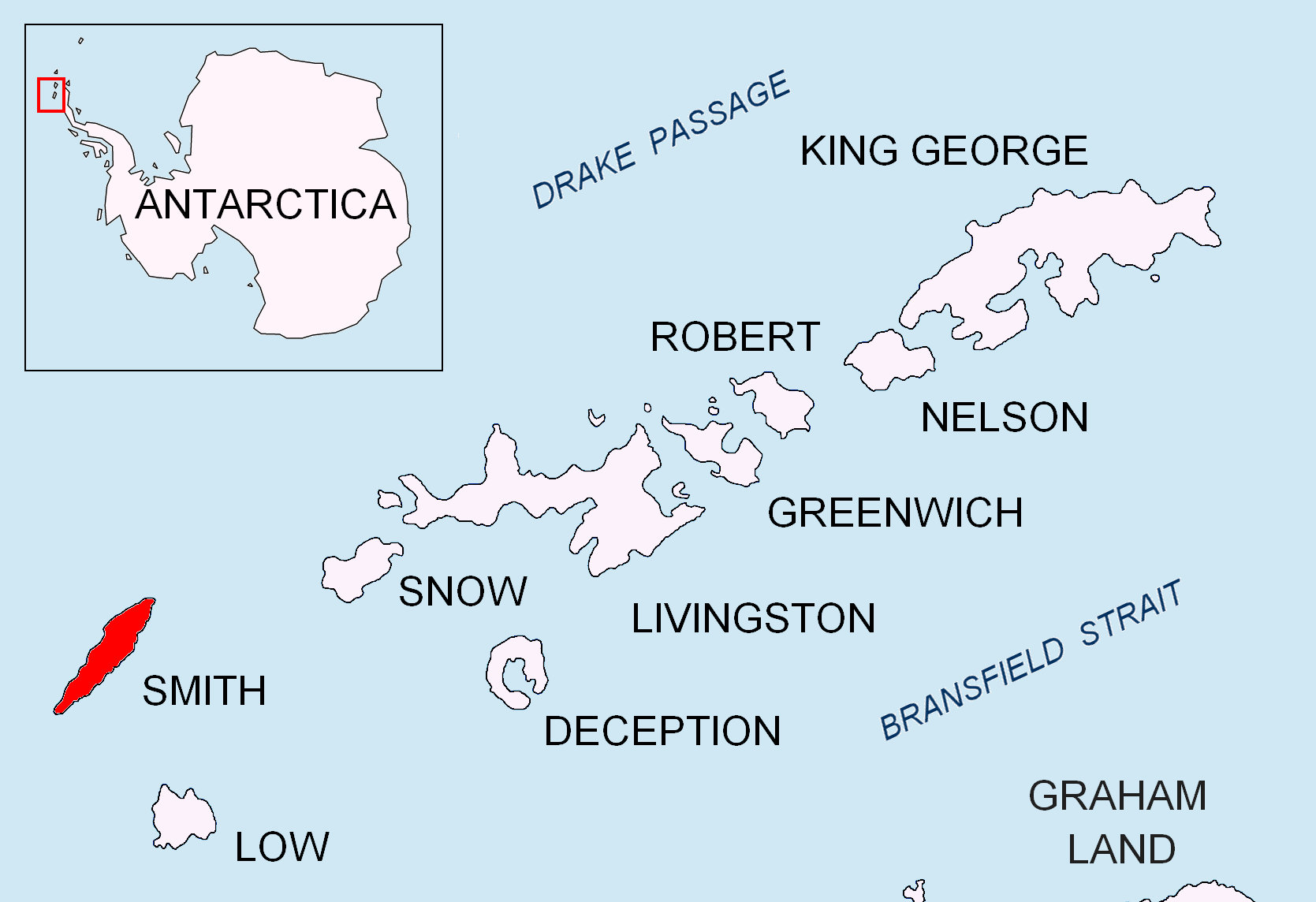
Localização da Ilha Smith nas Ilhas Shetland do Sul.

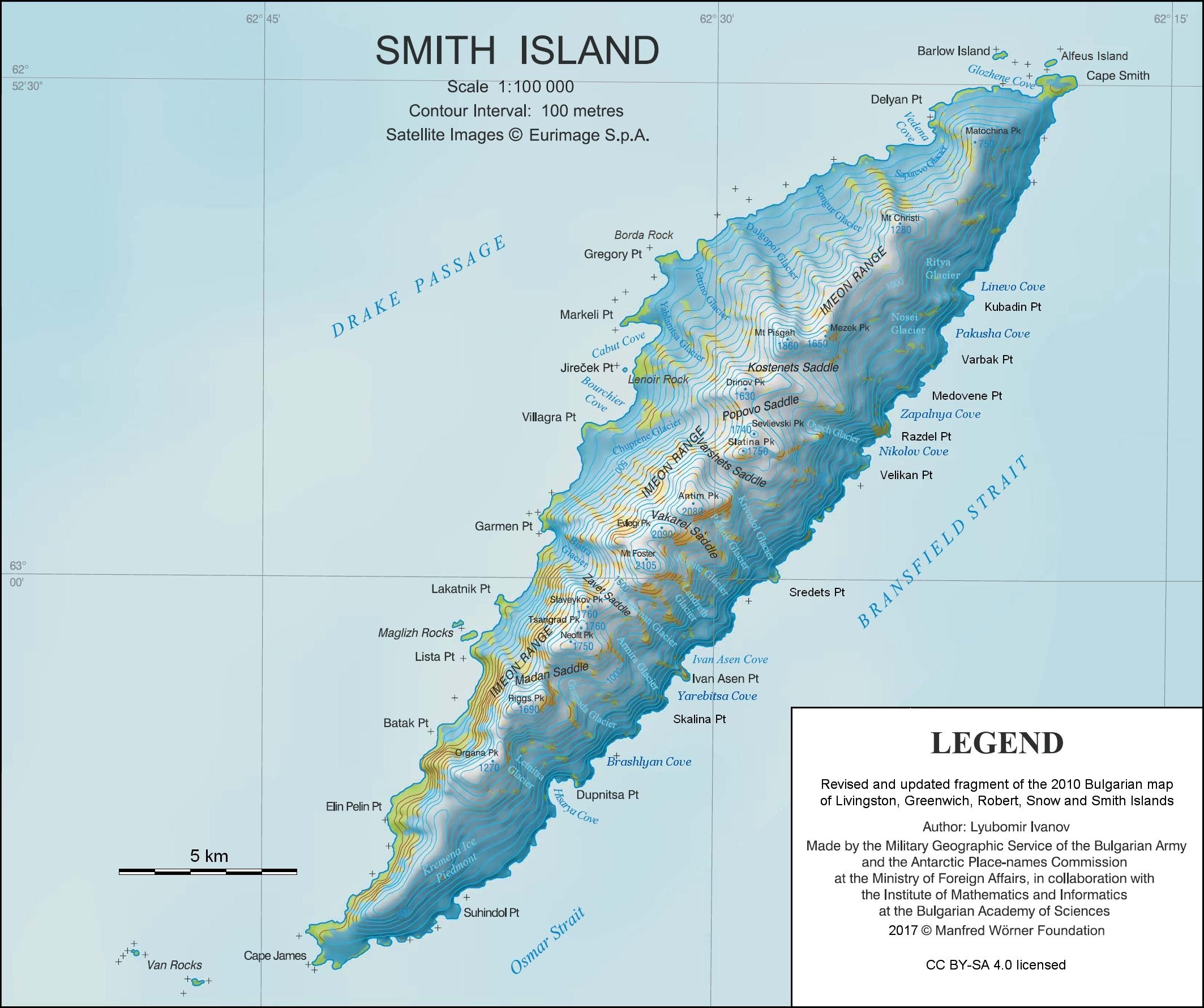
Mapa topográfico da ilha Smith.

Pico Tsarigrado (em búlgaro:  Връх Цариград) é um pico agudo coberto de gelo com 1760 m de altitude em Imeon, na Ilha Smith, nas Ilhas Shetland do Sul, Antártica. Com vista para a geleira Armira, a sudeste.
O pico é nomeado pela Conferência de Constantinopla de 1876 (Tsarigrad é o nome búlgaro de Constantinopla) das grandes potências que determinou as fronteiras étnicas búlgaras a partir da segunda metade do século XIX.
O pico está localizado nas coordenadas 63° 00′ 53″ S, 62° 34′ 42″ O, 2,5 km a sudoeste do cume da ilha, o Monte Foster, 550 m ao sul do Pico Slaveykov e 600 m a nordeste do Pico Neofit.

## Mapas
- Carta de Shetland do Sul, incluindo Coronação, etc. da exploração da chalupa Dove nos anos 1821 e 1822 por George Powell, Comandante da mesma. Escala ca. 1: 200000. Londres: Laurie, 1822.
- LL Ivanov. Antártica: Ilhas Livinston e Greenwich, Robert, Snow e Smith. Escala 1: 120000, mapa topográfico. Troyan: Fundação Manfred Wörner, 2010. ISBN 978-954-92032-9-5 (Primeira edição de 2009. ISBN 978-954-92032-6-4)
- Ilhas Shetland do Sul: Smith e Low Islands. Escala 1: 150000 mapa topográfico No. 13677. Pesquisa Antártica Britânica, 2009.
- Banco de dados digital antártico (ADD). Escala 1: 250000 mapa topográfico da Antártica. Comitê Científico de Pesquisa Antártica (SCAR). Desde 1993, regularmente atualizado e atualizado.
- LL Ivanov. Antártica: Livingston e Smith. Escala 1: 100000 mapa topográfico. Fundação Manfred Wörner, 2017. ISBN 978-619-90008-3-0

## Ligações externas

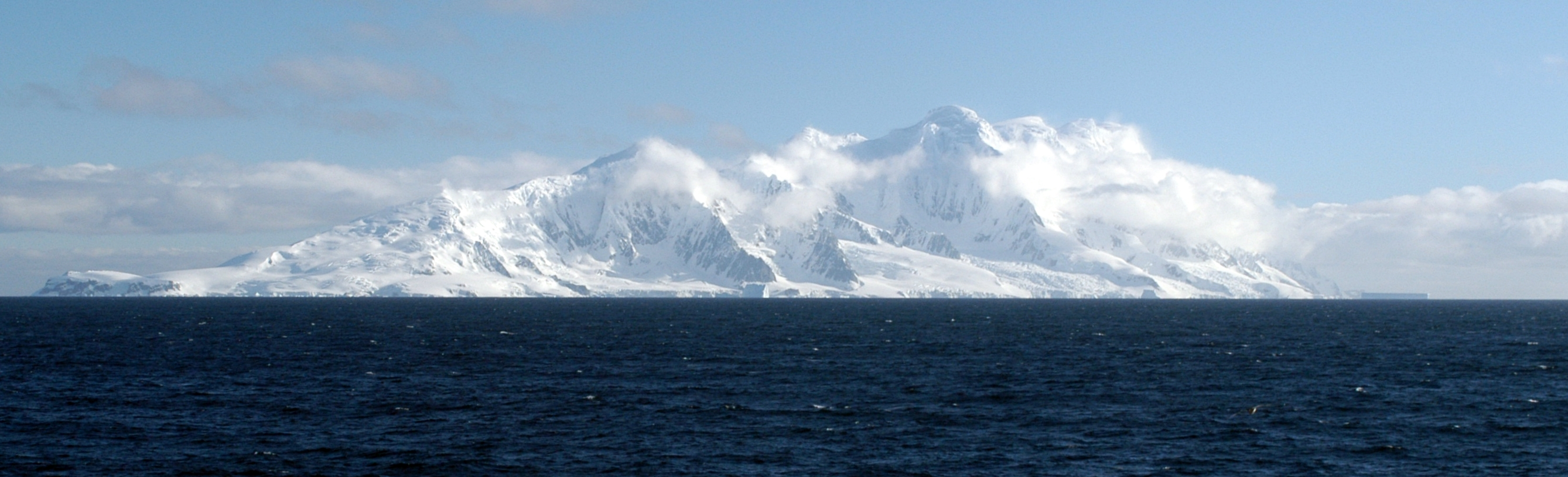
O lado sudeste da Ilha Smith do Estreito de Osmar